# جان بروير
جان بروير (بالفرنسية: Jean Breuer)‏ ولد بتاريخ 14 ديسمبر 1919 في لييج، وتوفي في 6 نوفمبر 1986 في لييج، كان دراج بلجيكي.

## روابط خارجية
- جان بروير على موقع أرشيف الدراجات (الإنجليزية)
- جان بروير على موقع إحصائيات الدراجات الإحترافية (الإنجليزية)